# Amphiuma tridactylum
Amphiuma tridactylum, là một loài kỳ giông nguồn gốc ở Đông Nam Hoa Kỳ.

## Mô tả
Amphiuma tridactylum trông khá giống lươn, với một cơ thể dài, màu xám-đen hoặc nâu. Chân nhỏ thoái hóa. Chúng có khả năng phát triển đến độ dài 41 inch (1 m). Chúng có mắt và mí nhỏ, và khe mang. Chúng có bốn chân nhỏ đều có ba ngón chân và trung bình của 62 rãnh bên.

## Phân bố
Amphiuma tridactylum được tìm thấy tại Hoa Kỳ, dọc theo Vịnh Mexico, từ Alabama đến Texas và phía bắc đến Missouri, Arkansas, Tennessee và Kentucky. Nó thường được tìm thấy trong đầm lầy, nhánh sông, lạch, suối ở các vùng đồi núi. Thường chiếm hang tôm càng.